# Cnephasia delnoyana
Cnephasia delnoyana es una especie de polilla perteneciente al género Cnephasia, categorizada en la tribu Cnephasiini, de la subfamilia Tortricinae.

## Distribución
Se distribuye por España.

## Taxonomía
Fue descrita por Groenen & Schreurs en 2012 y publicada por primera vez en (Cnephasia (Cnephasiella), SHILAP Revta. Lepid. 40: 296.